# 오니키촌
오니키촌(鬼木村)은 니가타현 미나미칸바라군에 설치되었던 촌이다. 현재의 산조시에 해당한다.